# Grandcourt (Somme)
Grandcourt település Franciaországban, Somme megyében. Lakosainak száma 177 fő (2022. január 1.). Grandcourt Miraumont, Puisieux, Beaucourt-sur-l’Ancre, Courcelette, Ovillers-la-Boisselle, Pozières és Thiepval községekkel határos.

## Népesség
A település népességének változása:
| Lakosok száma | 190  | 177  | 181  | 176  | 176  | 177  | 177  | 177  | 177  |
|               | 2013 | 2015 | 2016 | 2017 | 2018 | 2019 | 2020 | 2021 | 2022 |